# Aleksandr Evensohn
Aleksandr Moissèievitx Evensohn (Evenson, Evensson) (Kíiv, 1892-1919) fou un escaquista rus, a qui es pot considerar ucraïnès per la localitat de naixement. Va ser reconegut amb el títol de Mestre el 1913.
Advocat de professió, va treballar en un tribunal militar. Així mateix, va ser editor de la publicació Ки́евская мысль (Pensament de Kíiv). Es va graduar a l'Escola Secundària de Jitòmir. Des de 1909 va viure a Kíiv, es va graduar a la Facultat de Dret de la Universitat d'aquesta ciutat. Durant la Primera Guerra Mundial, va servir en la cavalleria, va prendre part en els combats, on va ser ferit. Durant la Guerra Civil, també va treballar com a investigador del Tribunal Revolucionari a Kíev. Va morir d'un tret durant la Revolució Russa, a mans de l'exèrcit blanc d'Anton Denikin.

## Trajectòria com a jugador d'escacs
En 1909, va ser 7è al Torneig de Kíiv, amb victòria de Nikolaev. En 1911, va quedar 3r, per darrere de Iefim Bogoliúbov i Stefan Izbinsky, a Kíiv. El 1911, va ser 4t a Kíiv, amb triomf de Fedir Bohatyrchuk. El 1913 va guanyar per davant d'Andrey Smorodsky i Borís Verlinski, a Sant Petersburg. El gener de 1914, va acabar 9è a Sant Petersburg en el Campionat Nacional de Rússia, amb triomf conjunt d'Aleksandr Alekhin i Aron Nimzowitsch. El 1914, va guanyar, per davant de Bogoliubov i Bohatyrchuk, a Kíiv.
Durant la Primera Guerra Mundial, el 1916, va jugar i perdre un matx contra Alekhine a Kíiv (+1 -2 =0). També el 1918, va perdre contra Alekhine a Kíiv.